# Epístola a los hebreos

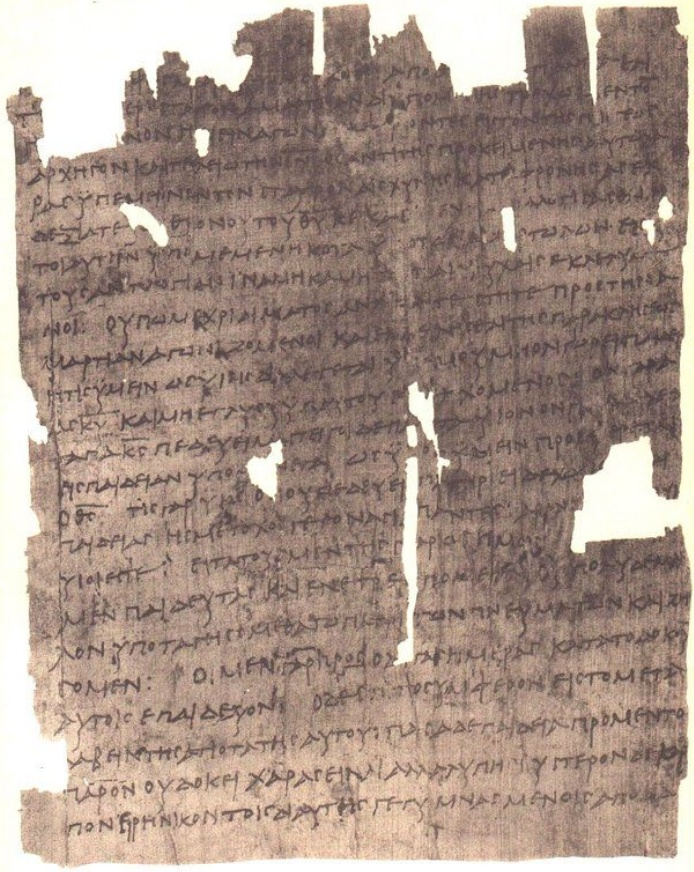
Papiro 13, o con la epístola a los hebreos.

La Epístola a los hebreos, conocida también como Carta a los hebreos, es uno de los veintisiete libros incluidos en el Nuevo Testamento cristiano. Actualmente existe consenso entre los estudiosos bíblicos en cuanto al título que tradicionalmente se le ha venido dando, Carta de san Pablo a los hebreos, es erróneo, pues, según el punto de vista predominante en la actualidad, no fue escrita por Pablo de Tarso, no es una carta, sino más bien una homilía, y no está dirigida a los «hebreos», sino a comunidades cristianas en las que habría cierto número de conversos procedentes del judaísmo.
Sin embargo aunque se desconozca su autor con certeza la atribución tradicional pauliana no parece ser infundada (2 Pedro 3, 15). Tampoco puede ser datada con precisión, aunque existe consenso en que fue escrita entre los años 60 y 65 del siglo I. Como los otros libros del Nuevo Testamento, está escrita en griego. Su texto es de una gran densidad teológica y su estilo es solemne, casi litúrgico. El autor parece tener un dominio excepcional del Antiguo Testamento, que cita frecuentemente, acudiendo a la versión griega de la Biblia de los Setenta (Biblia Septuaginta).

## Autor

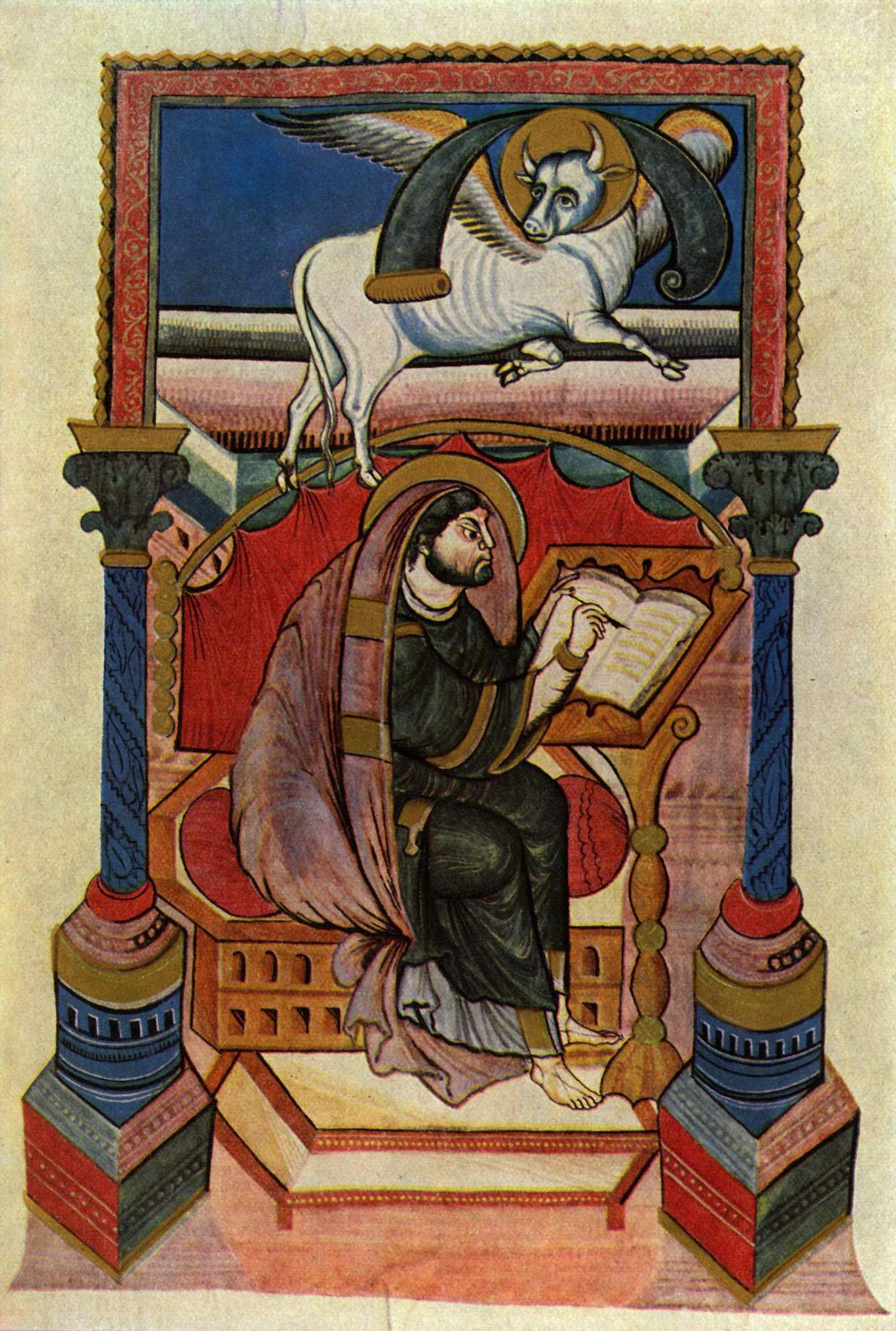
Lucas el evangelista, uno de los posibles autores, según una representación alemana del siglo X.

El autor de la carta es desconocido: a pesar de todas las especulaciones sobre la autoría, ninguna hipótesis ha podido ser confirmada. Tal y como ha llegado hasta nosotros, la carta es anónima: en el texto no figura el nombre de su autor, ya que falta la introducción habitual en este tipo de textos en que se identifica al autor y a los destinatarios. La referencia a Timoteo, destinatario de dos de las epístolas atribuidas a Pablo, hacia el final de la carta, hizo pensar que su autor era Pablo de Tarso, o al menos alguien de su círculo de colaboradores:

Sabed que ha sido puesto en libertad 
nuestro hermano Timoteo, en cuya compañía, si viniere pronto, os he de ver
Hebreos 13:23

El autor de estos versículos parece tener una cierta familiaridad y autoridad sobre Timoteo. Además, la expresión "os saludan los de Italia", que aparece a continuación, se ha relacionado con la cautividad de Pablo en Roma. Estas alusiones, sin embargo, se encuentran en los versículos finales, que muy probablemente se añadieron en fecha posterior para probar la apostolicidad del texto y con ello aumentar su prestigio ante las comunidades.
En los primeros siglos del cristianismo la atribución a Pablo fue discutida. Gracias a Eusebio de Cesarea (Hist. Eccl., VI, xiv, n. 2-4; xxv, n. 11-14) se sabe que en las iglesias orientales se aceptó la idea de la autoría paulina, aunque algunos autores, como Clemente de Alejandría y Orígenes, advirtieron las notables diferencias entre el estilo de Pablo y el de este libro. Clemente lo explicaba afirmando que el libro había sido escrito originalmente en hebreo, y posteriormente traducido por Lucas al griego; Orígenes pensaba que procedían de Pablo las ideas teológicas de la carta, pero no su estilo, que consideraba que había sido puesto por escrito por otro autor (tal vez Lucas o Clemente de Roma).
En Occidente, la obra era conocida (hay referencias a ella en la Primera epístola de Clemente), pero en los primeros siglos del cristianismo no fue considerada obra de Pablo. Eusebio menciona que Cayo, un presbítero romano, defendía la opinión de que la epístola no era de Pablo, y refiere que varios romanos contemporáneos de la época en que Eusebio escribió compartían esta idea (Hist. Eccl., VI, xx, n.3). La carta no se encuentra en el Canon de Muratori. Tertuliano (De pudic., xx) opinaba que el autor había sido Bernabé, otro colaborador cercano de Pablo. Solo empieza a aceptarse como una carta paulina auténtica a partir del siglo IV, por autores como Hilario de Poitiers, Ambrosio de Milán, Jerónimo de Estridón y Agustín de Hipona.
En la actualidad, hay acuerdo entre los especialistas en cuanto a que su autor no es Pablo de Tarso. Muchas ideas teológicas presentes en la Epístola a los Hebreos no son propias del pensamiento paulino. Por ejemplo, no aparece en las epístolas de Pablo el tema, central en la Epístola a los Hebreos, de Cristo como sumo sacerdote. Tampoco se plantea el problema, importantísimo para Pablo, de si el cumplimiento de la ley mosaica es o no necesaria para la salvación.
Sobre la verdadera identidad del autor de la Epístola a los Hebreos, no existe ninguna certeza. Ni siquiera se puede estar seguro de si era o no judío o de si conocía el hebreo. Maneja desde luego la traducción al griego del Antiguo Testamento, la llamada Biblia de los Setenta, como otros muchos autores del Nuevo Testamento, y no la versión original en hebreo.
Entre otros candidatos a ser considerados autores de la epístola, se ha citado a Lucas, Bernabé, Clemente de Roma y Apolos. La idea de que fue este último fue propuesta por Lutero, y es considerada una hipótesis verosímil por algunos autores actuales. Apolo, judío alejandrino mencionado en los Hechos de los apóstoles (Hechos) y en la Primera epístola a los corintios (1 Corintios), había sido discípulo de Filón, con cuyo pensamiento tiene afinidades la epístola. También se sabe que en sus prédicas Apolo hacía frecuentes referencias al Antiguo Testamento.

## Fecha
Estrechamente relacionada con el tema de la autoría está la cuestión de la datación de la epístola. No puede darse una fecha precisa, y el tema se discute, aunque hay en general acuerdo en cuanto a que fue compuesta en la segunda mitad del siglo I. Los distintos autores interpretan las evidencias de diferentes formas, con lo cual para algunos su redacción data de los años 60 del siglo I, con lo que sería contemporánea de la predicación de Pablo, mientras que para otros la fecha de composición debe atrasarse hasta 80-90.
Está generalmente aceptado que el autor de la Primera epístola de Clemente manejó la Epístola a los Hebreos (por ejemplo, 1 Clem 36, 1-5 alude a Hebreos). Siendo así, está claro que la epístola fue redactada antes de esta fecha, que se maneja como terminus ad quem. Sin embargo, hay problemas con la datación de la epístola clementina, pues mientras la mayoría la data hacia el año 95, la tesis doctoral de Thomas Herron propone que se escribió antes del año 70.
Hay motivos para pensar que fue escrita antes de la destrucción del Templo de Jerusalén, que tuvo lugar en el año 70, aunque esta idea no es aceptada de forma unánime. En la carta no se menciona la destrucción del Templo, y, de haberse producido, al autor podría haberle resultado útil utilizar este hecho en su argumentación (por ejemplo, el autor de la Epístola de Bernabé la utiliza para reforzar su argumento de que el sacrificio levítico ha quedado obsoleto). De hecho, en Hebreos se dice, utilizando el presente de indicativo, que los sacrificios se celebran anualmente:

[La Ley mosaica] no puede nunca, mediante unos mismos sacrificios que se ofrecen sin cesar año tras año, dar la perfección a quienes se acercan a ellos. De otro modo, ¿no habrían cesado de ofrecerlos, al no tener ya conciencia de pecado los que ofrecen ese culto, una vez purificados? Al contrario, con ellos se renueva cada año el recuerdo de los pecados, pues es imposible que la sangre de toros y cabras borre los pecados.

Si la destrucción del Templo ya se hubiera producido, parecería extraño que el autor no mencionase este hecho en su argumentación. En otro pasaje (Hebreos), al comparar la antigua y la nueva alianzas, se afirma que la antigua (es decir, la Ley judía), está "a punto de desaparecer", y no dice que haya desaparecido ya. Existe, sin embargo, una frase que algunos autores han interpretado como una tenue alusión a la destrucción del Templo (Hebreos):

De esa manera daba a entender el Espíritu Santo que aún no estaba abierto el camino del santuario mientras subsistiera la primera Tienda.

Hay ejemplos de autores cristianos que, escribiendo después de la destrucción del Templo, utilizaron el presente para describir el culto que se llevaba a cabo en el mismo (por ejemplo, 1 Clem. 41; Diogm. 3). También lo hace así Flavio Josefo en su obra Antigüedades judías (Ant. 3.102-50; 3.151-87), e incluso textos judíos mucho más tardíos de la Misná y el Talmud.
En conclusión: no hay unanimidad en cuanto a la fecha. La Enciclopedia Católica considera que la epístola fue redactada entre los años 62 y 67, e incluso precisa como fechas más probables "la segunda mitad del año 64 o los comienzos del 65". Barry Smith, sin precisar tanto, considera que es anterior a la destrucción del Templo. Rubio Morán es partidario de datarla entre 65 y 70. Edgar Goodspeed la data poco antes del año 95. Antonio Piñero, por su parte, la sitúa entre los años 80 y 90.

## Género
En apariencia, el escrito tiene forma epistolar. Sin embargo, se ha puesto en duda que realmente se trate de una epístola. Carece del preámbulo habitual en las epístolas del Nuevo Testamento, especialmente en las de Pablo, en el que figuran el remitente, los destinatarios y la fórmula de salutación. Tampoco a lo largo del texto aparecen referencias personales concretas que permitan determinar que se trata de una verdadera epístola. Es cierto, sin embargo, que algunos de los últimos versículos (Hebreos) remiten a la forma epistolar, pero parece tratarse de un añadido posterior.
La crítica actual considera que se trata más bien de una homilía destinada a ser leída en voz alta ante los fieles, dado que en los versículos finales el texto es calificado de "exhortación" (Hebreos), una expresión que se utilizaba generalmente para designar discursos o sermones.
Que está destinada a ser leída en voz alta se infiere, además, del frecuente uso que se hace en el texto de términos relativos al lenguaje oral, tales como "decir", "hablar", "palabra", "discurso" (Hebreos), y no, como ocurre en otras epístolas del Nuevo Testamento, del verbo "escribir". Posiblemente, la homilía fue luego escrita y enviada a una o más iglesias, lo que puede explicar las características epistolares de los últimos versículos.

## Destinatarios
Los estudiosos bíblicos están actualmente de acuerdo en que el título "A los hebreos" no es original, sino una adición hecha en época posterior por alguno de los copistas del texto, que interpretó que los destinatarios de la carta eran hebreos (o sea, judíos conversos al cristianismo) porque uno de sus temas principales es la cuestión de la vigencia del culto judío según el Antiguo Testamento.
Los destinatarios son sin duda cristianos, y lo son además desde hace tiempo (Hebreos), puesto que han perdido ya a sus primeros dirigentes (Hebreos). No puede determinarse si son o no cristianos procedentes del judaísmo, aunque sí parece que se trata de comunidades en las que la influencia cultural de los judeocristianos era fuerte (Hebreos). Son indicios en este sentido el uso de la palabra griega λαος (pueblo), que hace pensar que el autor solo se refiere al pueblo de Israel, ya que nunca usa εθνοι (los gentiles); y el constante uso del Antiguo Testamento y las referencias a la Alianza: el pacto de Dios se da con el pueblo de Israel, incluso el nuevo pacto. No obstante, el Antiguo Testamento era considerado una escritura sagrada por todos los cristianos, incluidos los procedentes del paganismo, por lo que este no resulta un dato concluyente.
Se ha destacado que es poco probable que los destinatarios sean los cristianos de la comunidad de Jerusalén, ya que el autor les dice que han sido generosos aliviando la pobreza de otros (Hebreos), y la comunidad de Jerusalén era especialmente pobre, según se sabe por las epístolas de Pablo (2 Corintios).
Al parecer el motivo de la carta es motivar a la comunidad ante una cierta pérdida de su fervor inicial que se manifiesta en el descuido (Hebreos) y la no asistencia a las reuniones (Hebreos). El autor advierte que este relajamiento puede llevar a la apostasía pero que actuando la fe y la esperanza podrán volver al amor inicial (Hebreos). Es posible que los destinatarios estén viviendo una época de persecuciones (Hebreos), aunque sus problemas pueden deberse solo a una crisis interna.

## Estructura
Según Antonio Piñero, la obra está estructurada siguiendo un esquema oratorio sencillo en dos partes (a)exposición teológica / b)exhortación moral), que se repite cuatro veces (a / a'; b / b'; c / c'; d / d´). El principal interés del autor está en la exhortación moral, pero se preocupa por dar a sus palabras un fundamento teológico que resulte convincente para su auditorio.
La primera exposición teológica (1,1-3,6) se centra en la idea de la superioridad de Jesús sobre los ángeles y sobre Moisés; a ella sigue la primera exhortación (3,7-4,11), contra la incredulidad. Sigue un segundo desarrollo teológico, en el que se presenta a Jesús como sumo sacerdote (4,12-5,10), y la correspondiente exhortación (5,11-6,20), en la cual se insiste en la necesidad de una doctrina elevada sobre Jesús, y se advierte contra el pecado de apostasía. La tercera exposición teológica (7,1-10,18) es la más extensa: la idea principal es que el sumo sacerdocio de Jesús es superior al de la antigua alianza. La admonición que sigue (10,19-10,39) destaca la importancia de la fe, y vuelve a poner en guardia al auditorio sobre la apostasía. En el cuarto desarrollo teológico (11,1-11,40), se presenta a Jesús como el más perfecto ejemplo de fe, prefigurado en varias figuras del Antiguo Testamento- La exhortación correspondiente (12,1-28) invita a seguir el ejemplo de Cristo y a perseverar en la fe al margen de las adversidades. El texto se completa con un apéndice (13,1-25).
Se encuentran en ella muchos referencias al Antiguo Testamento, específicamente a la Biblia de los Setenta, y referencias a casi todas las epístolas de Pablo.

## Contenido

### Cuerpo principal del texto (1,1-13,17)

#### El Hijo, superior a los ángeles (1,1-4,11)

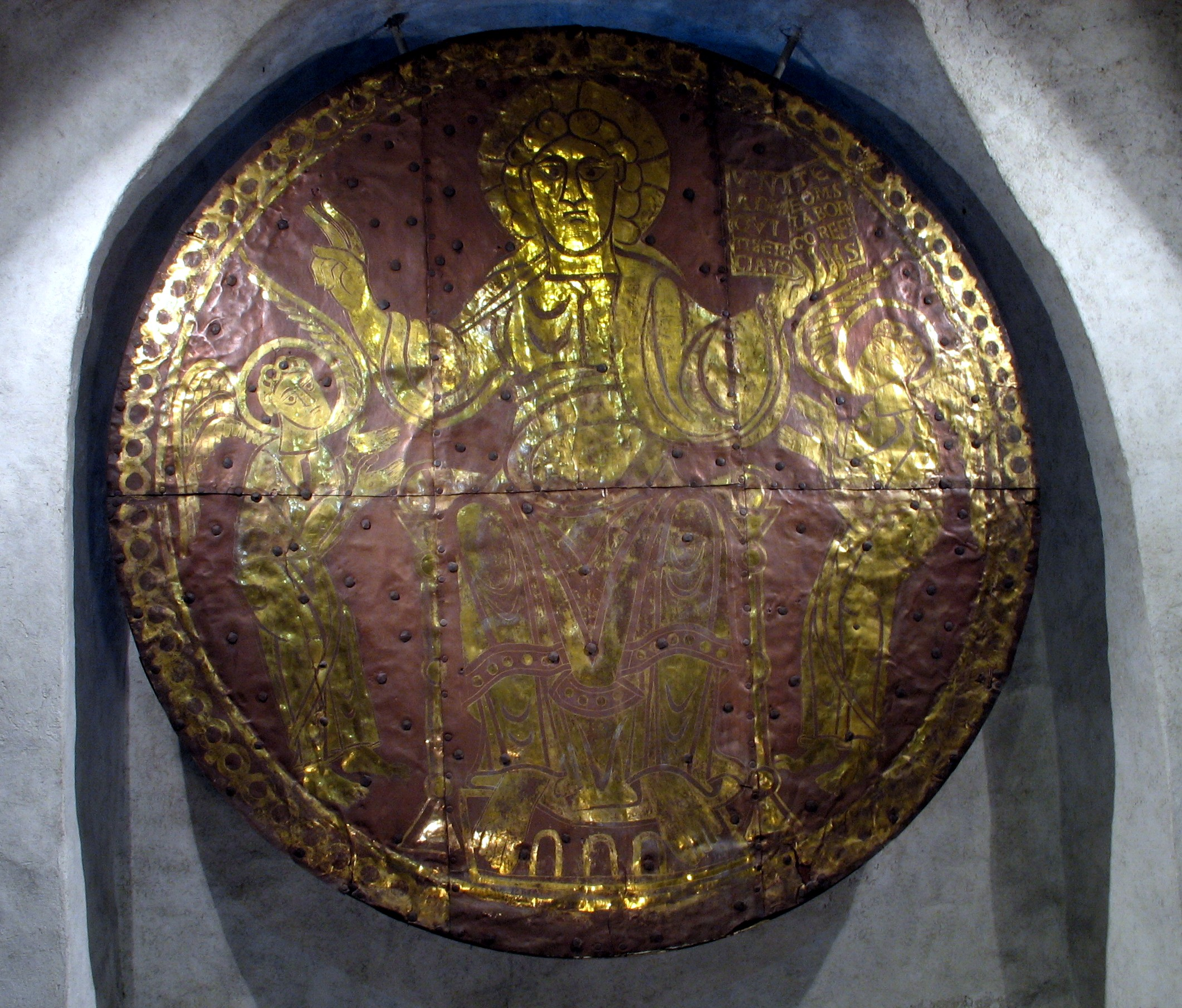
Representación de Cristo en majestad, adorado por dos ángeles.

- Primera exposición teológica (1,1-3,6). El texto se inicia con una solemne introducción (Hebreos 1:1-4), en la que el autor argumenta que la revelación hecha a través del Hijo es superior a la antigua revelación de los profetas. Dice que el Hijo es "resplandor de su gloria e impronta de su sustancia" (1,3) y que, tras haber llevado a cabo la purificación de los pecados, se sienta a la derecha de la Majestad en las alturas, siendo superior a los ángeles. En 1,5-14, el autor se propone probar su afirmación de que el Hijo es superior a los ángeles. Para ello, aduce varias citas de las Escrituras, especialmente de los Salmos (Sal 2,7; 2 Sam 7,14; Dt 32,43; Sal 104,4; Sal 45,7-8; Sal 102,26-28; Sal 110,1). En 2,1-4, exhorta a su auditorio a superar la negligencia. Partiendo de una exégesis de Sal 8,4-6, el autor expone (2,5-9) que el mundo futuro no ha sido sometido a los ángeles, sino a Jesús, que es Dios hecho hombre. Aunque Jesús dejó su posición de Dios por la de siervo (Filipenses 2), y tras haber padecido y muerto ha sido coronado con gloria. En 2,10-18, el autor del texto explica que Jesús fue perfeccionado por el sufrimiento. Añade que Jesús no se avergüenza de llamar a los hombres hermanos, citando textos de los Salmos (Sal 22,22) y de Isaías (Is 8,17-18). Se destaca la plena humanidad de Jesús, que por primera vez es presentado como sumo sacerdote (Heb 2,17). En 3,1-6, se compara a Jesús con Moisés: si Moisés fue fiel a Dios como servidor, Cristo lo fue como unigénito Hijo.

- Exhortación moral (3,7-4,11). El autor previene a sus oyentes contra el peligro que representa la incredulidad. Para su exhortación, parte de un texto de Sal 95,7-11, sobre la estancia de los israelitas en el desierto. Menciona que algunos israelitas fueron castigados por su incredulidad y no se les permitió la entrada en la tierra prometida. En la segunda parte de su exhortación (4,1-4,11), explica que la firmeza en la fe es la condición necesaria para entrar en el descanso de Dios, que se relaciona con el descanso sabático del relato de la creación (Gn 2,2).

#### Jesús, sumo sacerdote (4,12-6,20)
- Segunda exposición teológica (4,12-5,10). En 4,12-14, se elogia la palabra de Dios, que es comparada con una espada de dos filos: nada escapa a ella. En 4,14 se retoma la idea de Jesús como sumo sacerdote. Puesto que Jesús es sumo sacerdote, puede compadecerse de las flaquezas humanas: se debe por tanto confiar en su misericordia (4,15-16). El sumo sacerdote, cuyo modelo en el Antiguo Testamento es Aarón, debe ser un hombre y su función es ofrecer dones y sacrificios por los pecados (5,1). Comprende a los hombres porque, siendo él un hombre, participa de su flaqueza (5,2), y no se arroga él mismo esta dignidad, sino que es llamado por Dios (5,3). El autor argumenta que Cristo fue nombrado por Dios sumo sacerdote, basándose en citas de los Salmos (Sal 2,7; 110,4). Para ello pasó por un proceso de "formación sacerdotal",[22] gracias a la oración y a sus padecimientos. Ahora, elevado a la perfección, es fuente de vida eterna (5,9) y ha sido hecho sumo sacerdote "a la manera de Melquisedec" (5,10).

- Exhortación moral (5,11-6,20). El autor exhorta a sus oyentes a madurar como cristianos. Distingue entre una instrucción rudimentaria, que compara a la leche de que se alimentan los niños, y una instrucción más elevada ("manjar sólido"). Antes de abordar el tema principal de su sermón, se refiere brevemente a los puntos más importantes del catecismo. Después les alerta contra el pecado de apostasía (6,4-8), en un tono durísimo,[23] y los exhorta a perseverar en la fe para heredar las promesas. Como ejemplo de perseverancia, se presenta a Abraham.

#### Perfección del sacerdocio de Cristo (7,1-10,39)
- Tercera exposición teológica (7,1-10,18). En 7,1-10, el autor hace referencia a Melquisedec, un enigmático personaje citado en el Libro del Génesis (Gn 14,17-20), donde es llamado "sacerdote del Dios Altísimo", sin referencia alguna a su genealogía, sugiriendo que su sacerdocio es eterno. Argumenta la superioridad de Melquisedec sobre Abraham, y, por extensión, de su descendiente Leví y de los sacerdotes levitas, dado que, según el Génesis, Abraham concedió a Melquisedec el diezmo de su botín (cf. Gn 14,20). En 7,11-19, basándose en lo anterior, y apoyándose en Sal 110,4, argumenta la superioridad del sacerdocio de Cristo, que es un sacerdocio "a la manera de Melquisedec", esto es, "no por ley de sucesión carnal, sino por la fuerza de una vida indestructible" (7,16)—Cristo no es sacerdote por su origen, ya que pertenecía la tribu de Judá—, sobre el sacerdocio tradicional del judaísmo, basado en "la ley de sucesión carnal" (es decir, la pertenencia a la tribu de Leví). Este nuevo sacerdocio implica la derogación de la Ley antigua. La superioridad del sacerdocio a la manera de Melquisedec se debe a que "permanece para la eternidad" (7.24), ya que fue hecho bajo juramento (cf. Sal 110,4). El sacerdocio de Cristo es además superior porque no tiene necesidad de realizar sacrificios cada día, sino que realizó el sacrificio de una vez para siempre, ofreciéndose a sí mismo como víctima (7,27). A continuación (8,1-13), el autor compara el culto antiguo con el nuevo culto instituido por Cristo, el nuevo sumo sacerdote. El culto según la Ley judía se realiza en "lo que es sombra y figura de realidades celestiales" (8,5), ya que, según el Éxodo, Moisés edificó el tabernáculo ("la Tienda"), de acuerdo con un modelo que le fue mostrado por Dios (cf. Ex 25,40). La antigua alianza es imperfecta, y para demostrarlo el autor aduce una extensa cita del Libro de Jeremías (Jr 31,31-34), en la cual Dios anuncia a Israel una nueva alianza. El autor concluye que:

Al decir nueva, declaró antigua la primera; y lo antiguo y viejo está a punto de desaparecer.

En 9,1-14, el autor describe el culto, pero no tal y como se llevaba a cabo en el Templo de Jerusalén, sino como se realizaba en el desierto, antes de que los israelitas llegasen a la tierra prometida (cf. Ex 25-26; Nm 17-18; Lv 26). Nombra las diferentes estancias de la Tienda (el Santo y el Santo de los Santos, donde se guardaba el arca de la alianza); y explica que en el Santo de los Santos solo puede entrar el sumo sacerdote una vez al año con la finalidad de ofrecer sacrificios para expiar los pecados del pueblo. Estos sacrificios son, a juicio del autor, estériles, y no pueden perfeccionar al hombre en su interior. Cristo, en cambio, penetró solo una vez en el santuario para obtener una liberación definitiva del pecado. La argumentación continúa en 9,15-28: Cristo es mediador de una nueva alianza, inaugurada, como la primera, con sangre (9,18-23). Ahora bien, Cristo no entró en un santuario que fuera reproducción del verdadero (cf 8,5), sino en el mismo cielo, y realizó su sacrificio de una sola vez. Se aparecerá una segunda vez para salvar a los que le esperan.
En 10,1-18, se expone la conclusión de la argumentación precedente. Los sacrificios anuales que establece la Ley judía son ineficaces "pues es imposible que la sangre de toros y cabras borre los pecados" (10,4). Para apoyar esta idea, cita y comenta Sal 40,7-9. Mientras que los sacerdotes judíos están obligados a repetir anualmente los sacrificios, Cristo "mediante una sola oblación ha llevado a la perfección a los santificados" (10,14), y se sienta ahora a la derecha de Dios. Su sacrificio perfecto ha logrado el perdón definitivo de los pecados; cita a Jeremías (Jr 31,33-34) para probar que esta nueva alianza sellada con el sacrificio de Cristo es la alianza definitiva.
- Exhortación moral (10,19-39). El autor resume así la nueva situación que plantea al creyente el sacrificio de Cristo: gracias a él, se tiene acceso pleno a Dios, y el requisito es ahora, no el cumplimiento de ciertos ritos, sino la fe en Jesús. Por eso, el autor advierte severamente a su auditorio contra el pecado de apostasía (Heb 10, 26-31), encomiando la dureza del castigo previsto para aquellos que renuncien a su fe. Les recuerda que en el pasado fueron sometidos a persecución, y les exhorta de nuevo a no perder la fe.

#### La fe perseverante (11,1-12,28)
- Cuarta exposición teológica (11,1-11,40). El autor comienza su exposición definiendo la fe (11,1), e ilustrando su definición con ejemplos tomados del Antiguo Testamento: Abel (cf. Gn 4); Henoc (cf. Gn 5,22-24), Noé (cf. Gn 6,8-22); Abraham (cf. Gn 12,1-4; 23,4; 26,3;35,12); y su esposa Sara (cf. Gn 17,19; 22,17). Todos estos personajes murieron en la fe, sin haber visto cumplidas las esperanzas, como "peregrinos y forasteros sobre la tierra" (11,13), aspirando a una patria celestial. El autor continúa después citando más ejemplos extraídos del Antiguo Testamento: hace referencia al sacrificio de Isaac (cf. Gn 22,1-14), así como a las historias posteriores de los patriarcas: Isaac (cf. Gn 27), Jacob (cf. Gn 47-48), José (cf. Gn 50); a Moisés (cf. Ex 2; 12; 14); y a dos pasajes del Libro de Josué: el derrumbamiento de los muros de Jericó y la historia de la prostituta Rahab (cf. Jos 6). Menciona brevemente (11,32-39) a otros muchos personajes bíblicos, como Gedeón, Barac, Jefté, David, Samuel y los profetas, como ejemplos de fe.

- Exhortación moral (12,1-12,28). Toda esa "nube de testigos" (12,1) citados anteriormente, y, sobre todo, Jesús, son los ejemplos que los creyentes deben seguir para no desfallecer en su fe. El autor reprocha a sus oyentes que hayan olvidado la exhortación de Proverbios 10,11-12, donde se dice que los sufrimientos son enviados por Dios para corregir a los hombres, al igual que un padre hace con sus hijos. Otro texto de Proverbios (Pr 4,26), llama a "enderezar los caminos tortuosos", lo que para el autor significa amar tanto al prójimo como a Dios. Advierte contra los impíos, que pueden llegar a envenenar y destruir a toda la comunidad (12,16). Por último, compara la experiencia de los israelitas en el desierto (cfr. Éxodo) con la que viven actualmente los cristianos, quienes, por la gracia, han recibido un "reino inconmovible" (12,28). De nuevo repite lo terrible que será el castigo para quienes se aparten de la fe.

### Apéndice y conclusión (13,1-25)

#### Recomendaciones (13,1-19)
El autor da ahora una serie de recomendaciones para vivir de acuerdo con la caridad cristiana: la hospitalidad (13,2), la solidaridad con los prisioneros y los maltratados (13,3), el respeto al matrimonio (13,4), el rechazo de la avaricia (13,5-6), la obediencia a los dirigentes eclesiásticos (13,7-8) y el repudio de "doctrinas diversas y extrañas" (13,9). Retomando ideas anteriores, vuelve a ensalzar a la nueva alianza en comparación con la antigua: los sacrificios que ahora agradan a Dios son "la beneficencia y la comunión de bienes".

#### Conclusión del sermón (13,20-21)
La homilía propiamente dicha concluye con estos dos versículos (lo que sigue parece ser un añadido posterior). El autor expresa su deseo de que Dios ("el Dios de la paz que levantó de entre los muertos al gran Pastor de las ovejas en virtud de la sangre de una alianza eterna, a Jesús señor nuestro"), les procure toda clase de bienes para que puedan cumplir su voluntad.

#### Palabras de despedida (13,22-25)
Estos últimos versículos se consideran un añadido posterior. Son breves palabras en que se encomienda la obra a una comunidad, tal vez distinta de aquella para la que originalmente fue pensada. En primera persona, el autor informa de que "nuestro hermano Timoteo se ha marchado", y de que, "si viene pronto, iré con él a veros". Envía saludos a la comunidad, no solo de él mismo, sino también de "los de Italia", y se despide con la frase "La gracia esté con vosotros". Este pasaje recuerda a las cartas de Pablo, tanto por su estilo como por su vocabulario.

## Estilo y vocabulario
La coincidencia de la casi totalidad de los biblistas en que la carta no es obra de Pablo de Tarso se basa, además de en su contenido teológico, en su estilo y vocabulario. El texto muestra en realidad más semejanzas con el estilo y el vocabulario de los escritos atribuidos a Lucas (el Evangelio de Lucas y los Hechos de los Apóstoles), que con las cartas protopaulinas; los parecidos no son, sin embargo, tan evidentes como para que pueda defenderse con ciertas garantías la atribución a Lucas.
El estilo de la Epístola a los Hebreos es más cuidado y elegante que el de las cartas paulinas, como ya notó Orígenes: utiliza complicadas construcciones de participio y hace un uso muy diferente de las preposiciones y las conjunciones. En cuanto al vocabulario, debe destacarse que en Hebreos se encuentran 154 hapax legomena, esto es, palabras que no figuran en ningún otro libro del Nuevo Testamento. Este es un dato significativo, pero no concluyente, para refutar la autoría paulina (cartas consideradas paulinas como Romanos o 1 Corintios contienen, respectivamente, 113 y 99 hapax legomena). Por otro lado, también figuran en el texto numerosos términos habituales en los escritos de Pablo, aunque faltan otros muy importantes, como la fórmula habitual en Pablo de referirse a Jesús de Nazaret, "Cristo Jesús", que en cambio es sustituida en Hebreos por la alusión "el Hijo", que no figura en ninguna de las cartas paulinas, o por la simple mención "Jesús", también extraña a Pablo. Además, en Hebreos Dios nunca es llamado simplemente "Padre", como en las cartas de Pablo (excepto en una cita de los Salmos y en la fórmula "padre de los espíritus", en Heb 12, 9). Otras muchas palabras y fórmulas habituales en los escritos paulinos no se encuentran en Hebreos.

### Obras citadas
- BROWNING, W.R.F. (2006). «Diccionario de la Biblia. Guía básica sobre los temas, personajes y lugares bíblicos». Barcelona:Folio. ISBN 84-413-2225-2.
- PIÑERO, Antonio (2006). «Guía para entender el Nuevo Testamento». Madrid: Trotta. p. 440. ISBN 84-8164-832-9.
- RUBIO MORÁN, Luis (2002). «Escrito a los Hebreos». Estella: La Casa de la Biblia. ISBN 978-84-8169-183-2. |obra= y |publicación= redundantes (ayuda)
- SÁNCHEZ BOSCH, JORDI (1999). «Escritos paulinos». Pamplona: Editorial Verbo Divino. ISBN 84-1751-908-9.